# German Titov (ishockeyspelare)
German Michailovitj Titov, ryska: Герман Михайлович Титов, född 16 oktober 1965, är en rysk ishockeytränare och före detta professionell ishockeyforward.

## Spelare
German Titov tillbringade nio säsonger i den nordamerikanska ishockeyligan National Hockey League (NHL), där han spelade för Calgary Flames, Pittsburgh Penguins, Edmonton Oilers och Mighty Ducks of Anaheim. Han producerade 377 poäng (157 mål och 220 assists) samt drog på sig 311 utvisningsminuter på 624 grundspelsmatcher.
Titov spelade även för Chimik Voskresensk i sovjetiska mästerskapsserien och Ryska superligan (RSL) samt HC TPS i SM-Liiga.
Han draftades av Calgary Flames i tionde rundan i 1993 års draft som 252:a spelare totalt.
Titov vann en guldmedalj vid världsmästerskapet i ishockey för herrar 1993 och en silvermedalj vid olympiska vinterspelen 1998.

### Statistik
| Källa: Utv = Utvisningsminuter | Källa: Utv = Utvisningsminuter | Källa: Utv = Utvisningsminuter |                             | Grundserie                  | Grundserie                  | Grundserie                  | Grundserie                  | Grundserie                  |                             | Slutspel                    | Slutspel                    | Slutspel                    | Slutspel                    | Slutspel                    |
| Säsong                         | Lag                            | Liga                           | Matcher                     | Mål                         | Assists                     | Poäng                       | Utv                         | Matcher                     | Mål                         | Assists                     | Poäng                       | Utv                         |                             |                             |
| ------------------------------ | ------------------------------ | ------------------------------ | --------------------------- | --------------------------- | --------------------------- | --------------------------- | --------------------------- | --------------------------- | --------------------------- | --------------------------- | --------------------------- | --------------------------- | --------------------------- | --------------------------- |
| 1982–1983                      | Chimik Voskresensk             | Sovjet                         | 16                          | 0                           | 4                           | 4                           | 2                           | —                           | —                           | —                           | —                           | —                           |                             |                             |
| 1983–1986                      | Information ej tillgänglig.    | Information ej tillgänglig.    | Information ej tillgänglig. | Information ej tillgänglig. | Information ej tillgänglig. | Information ej tillgänglig. | Information ej tillgänglig. | Information ej tillgänglig. | Information ej tillgänglig. | Information ej tillgänglig. | Information ej tillgänglig. | Information ej tillgänglig. | Information ej tillgänglig. | Information ej tillgänglig. |
| 1986–1987                      | Chimik Voskresensk             | Sovjet                         | 23                          | 1                           | 0                           | 1                           | 10                          | —                           | —                           | —                           | —                           | —                           |                             |                             |
| 1987–1988                      | Chimik Voskresensk             | Sovjet                         | 39                          | 6                           | 5                           | 11                          | 10                          | —                           | —                           | —                           | —                           | —                           |                             |                             |
| 1988–1989                      | Chimik Voskresensk             | Sovjet                         | 44                          | 10                          | 3                           | 13                          | 24                          | —                           | —                           | —                           | —                           | —                           |                             |                             |
| 1989–1990                      | Chimik Voskresensk             | Sovjet                         | 44                          | 6                           | 14                          | 20                          | 19                          | —                           | —                           | —                           | —                           | —                           |                             |                             |
| 1990–1991                      | Chimik Voskresensk             | Sovjet                         | 45                          | 13                          | 11                          | 24                          | 28                          | —                           | —                           | —                           | —                           | —                           |                             |                             |
| 1991–1992                      | Chimik Voskresensk             | Sovjet                         | 35                          | 16                          | 11                          | 27                          | 31                          | 7                           | 4                           | 1                           | 5                           | 4                           |                             |                             |
| 1992–1993                      | HC TPS                         | SM-Liiga                       | 47                          | 25                          | 19                          | 44                          | 49                          | 12                          | 5                           | 12                          | 17                          | 10                          |                             |                             |
| 1993–1994                      | Calgary Flames                 | NHL                            | 76                          | 27                          | 18                          | 45                          | 28                          | 7                           | 2                           | 1                           | 3                           | 4                           |                             |                             |
| 1994–1995                      | Calgary Flames                 | NHL                            | 40                          | 12                          | 12                          | 24                          | 16                          | 7                           | 5                           | 3                           | 8                           | 10                          |                             |                             |
|                                | HC TPS                         | SM-Liiga                       | 14                          | 6                           | 6                           | 12                          | 20                          | —                           | —                           | —                           | —                           | —                           |                             |                             |
| 1995–1996                      | Calgary Flames                 | NHL                            | 82                          | 28                          | 39                          | 67                          | 24                          | 4                           | 0                           | 2                           | 2                           | 0                           |                             |                             |
| 1996–1997                      | Calgary Flames                 | NHL                            | 79                          | 22                          | 30                          | 52                          | 36                          | —                           | —                           | —                           | —                           | —                           |                             |                             |
| 1997–1998                      | Calgary Flames                 | NHL                            | 68                          | 18                          | 22                          | 40                          | 38                          | —                           | —                           | —                           | —                           | —                           |                             |                             |
| 1998–1999                      | Pittsburgh Penguins            | NHL                            | 72                          | 11                          | 45                          | 56                          | 34                          | 11                          | 3                           | 5                           | 8                           | 4                           |                             |                             |
| 1999–2000                      | Pittsburgh Penguins            | NHL                            | 63                          | 17                          | 25                          | 42                          | 34                          | —                           | —                           | —                           | —                           | —                           |                             |                             |
|                                | Edmonton Oilers                | NHL                            | 7                           | 0                           | 4                           | 4                           | 4                           | 5                           | 1                           | 1                           | 2                           | 0                           |                             |                             |
| 2000–2001                      | Mighty Ducks of Anaheim        | NHL                            | 71                          | 9                           | 11                          | 20                          | 61                          | —                           | —                           | —                           | —                           | —                           |                             |                             |
| 2001–2002                      | Mighty Ducks of Anaheim        | NHL                            | 66                          | 13                          | 14                          | 27                          | 36                          | —                           | —                           | —                           | —                           | —                           |                             |                             |
| 2002–2003                      | Spelade ej.                    | Spelade ej.                    | Spelade ej.                 | Spelade ej.                 | Spelade ej.                 | Spelade ej.                 | Spelade ej.                 | Spelade ej.                 | Spelade ej.                 | Spelade ej.                 | Spelade ej.                 | Spelade ej.                 | Spelade ej.                 | Spelade ej.                 |
| 2003–2004                      | Chimik Voskresensk             | RSL                            | 38                          | 5                           | 13                          | 18                          | 67                          | —                           | —                           | —                           | —                           | —                           |                             |                             |
| 2004–2005                      | Chimik Voskresensk             | RSL                            | 50                          | 7                           | 22                          | 29                          | 56                          | —                           | —                           | —                           | —                           | —                           |                             |                             |
| NHL totalt                     | NHL totalt                     | NHL totalt                     | 624                         | 157                         | 220                         | 377                         | 311                         | 34                          | 11                          | 12                          | 23                          | 18                          |                             |                             |
| Sovjet totalt                  | Sovjet totalt                  | Sovjet totalt                  | 246                         | 52                          | 48                          | 100                         | 124                         | 7                           | 4                           | 1                           | 5                           | 4                           |                             |                             |
| RSL totalt                     | RSL totalt                     | RSL totalt                     | 88                          | 12                          | 35                          | 47                          | 123                         | —                           | —                           | —                           | —                           | —                           |                             |                             |
| SM-Liiga totalt                | SM-Liiga totalt                | SM-Liiga totalt                | 61                          | 31                          | 25                          | 56                          | 69                          | 12                          | 5                           | 12                          | 17                          | 10                          |                             |                             |

#### Internationellt
| Källa:        | Källa:        | Källa:        |         | Utv = Utvisningsminuter | Utv = Utvisningsminuter | Utv = Utvisningsminuter | Utv = Utvisningsminuter | Utv = Utvisningsminuter |
| År            | Lag           | Mästerskap    | Matcher | Mål                     | Assists                 | Poäng                   | Utv                     |                         |
| ------------- | ------------- | ------------- | ------- | ----------------------- | ----------------------- | ----------------------- | ----------------------- | ----------------------- |
| 1993          | Ryssland      | VM            | 8       | 4                       | 2                       | 6                       | 0                       |                         |
| 1998          | Ryssland      | OS            | 6       | 1                       | 0                       | 1                       | 6                       |                         |
| Senior totalt | Senior totalt | Senior totalt | 14      | 5                       | 2                       | 7                       | 6                       |                         |

## Tränare
Efter den aktiva spelarkarriären har Titov fortsatt att arbeta inom ishockeyn. Han har arbetat för KHL-lagen Metallurg Novokuznetsk (assisterande tränare och tränare), HK Spartak Moskva (tränare), Avangard Omsk (tränare), Traktor Tjeljabinsk (tränare) och Avtomobilist Jekaterinburg (assisterande tränare). Titov har även varit tränare för Omskie Jastreby (MHL). Sedan 2023 är han tränare för Akademija SKA-Junior Krasnogorsk (MHL).